# Bakpia
Bakpia ou hopia é um popular pão doce da Indonésia e das Filipinas, recheado com feijão e de massa similar à do bolo lunar, originalmente introduzido na região por imigrantes fujianeses nos grandes centros urbanos de ambas nações no início do século XX. O bakpia é amplamente disponível e de baixo custo, sendo frequentemente dado como presente para amigos e familiares.
Na Indonésia, o alimento também é conhecido como Bakpia Pathok, nome dado em homenagem a um subúrbio da cidade de Jogjacarta que vende grandes quantidades do doce. Eles são semelhantes ao pia, mas de tamanho mais reduzido.

## Tipos de massa

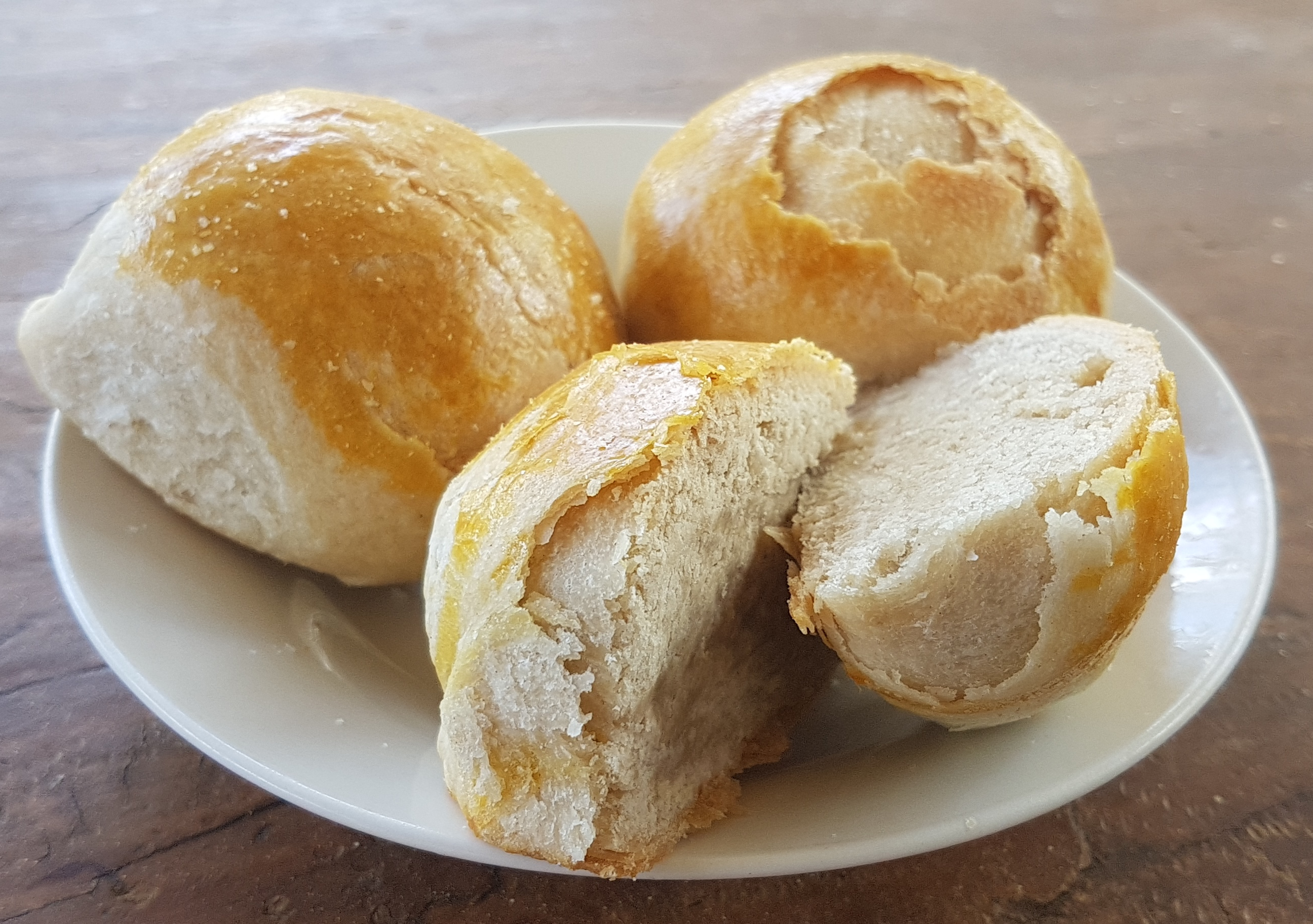
Prato com bakpia

### Folhado
Há um tipo que usa massa folhada chinesa. Exemplos  podem ser vistos na China (em especial Macau), Taiwan e países com grandes comunidades chinesas, como Trinidade e Tobago e Guiana, que fazem a versão chinesa autêntica do doce hopia.

### Bolo
O tipo de bakpia feita com massa similar à de bolo usa uma versão muito macia da massa, parecida com a utilizada nos bolos de feijão da culinária Japonesa; essa semelhança dá o nome na língua filipina do alimento, hopyang Hapon (bolo de feijão japonês).

## Recheios
Existem quatro tipos tradicionais e populares de recheios para bakpia, embora recentemente outras versões tenham sido criadas, como cappuccino, queijo, chocolate, durian, manga, abacaxi e pandan.

### Feijão mungo

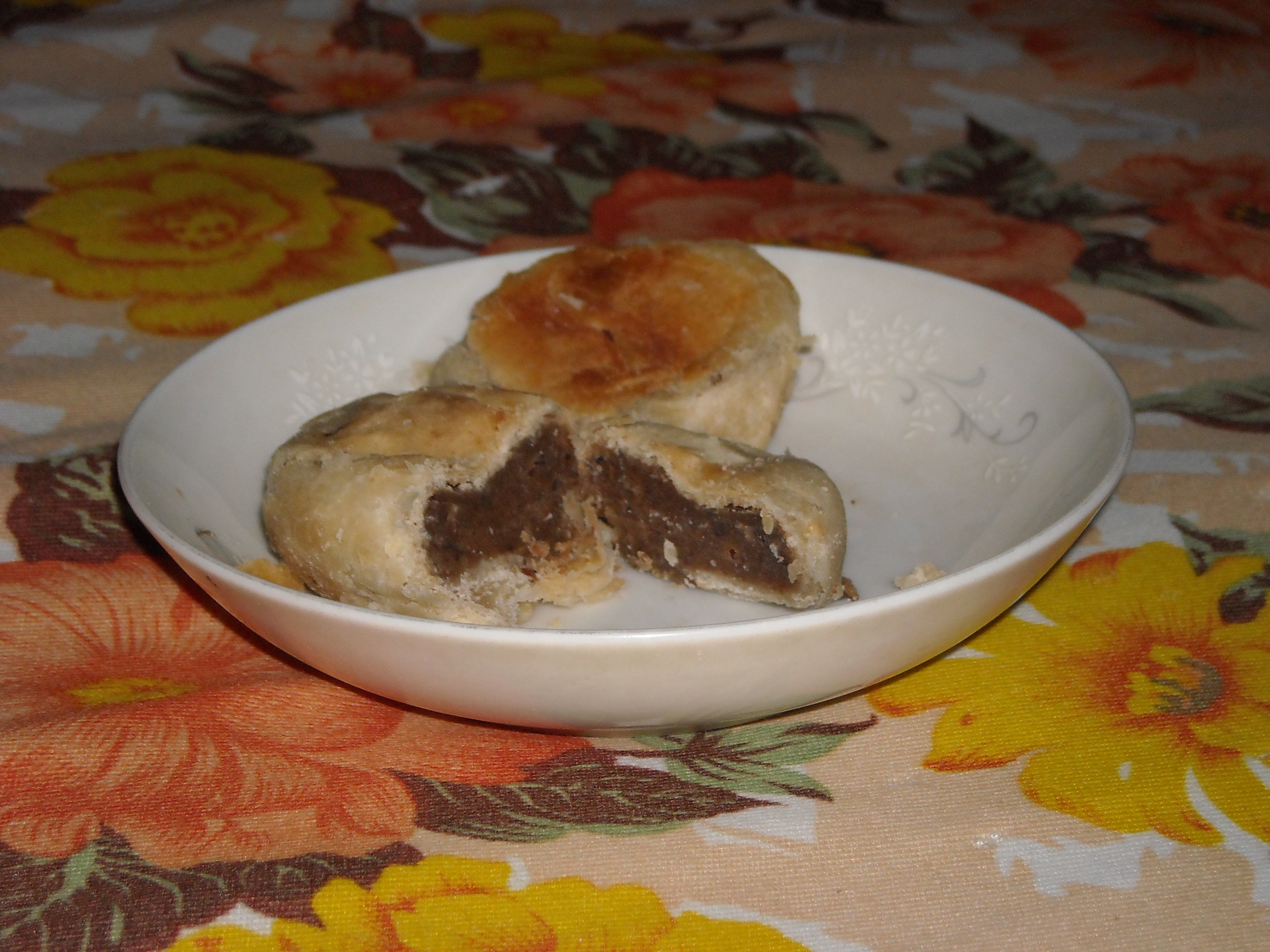
Um par de bakpias de feijão mungo em uma tigela.

O bakpia de massa folhada mais popular tanto na Indonésia quanto nas Filipinas é o com recheio de feijão mungo (Indonésio: bakpia kacang hijau; Tagalo: hopyang munggo), por vezes chamado de hopyang matamís ("hopia doce" em Tagalo). Como seu nome implica, ele é recheado com uma pasta doce de feijão mungo.

### Porco
Hopyang baboy (Tagalo para "hopia de carne de porco") é recheado com uma pasta salgada de farelo de pão com ábobora d'água, temperada com cebolinha e aromatizada com gordura suína cristalizada, daí o seu nome. Este tipo de hopia é também por vezes referida como hopyang maalat (Tagalo para "hopia salgado").

### Inhame roxo

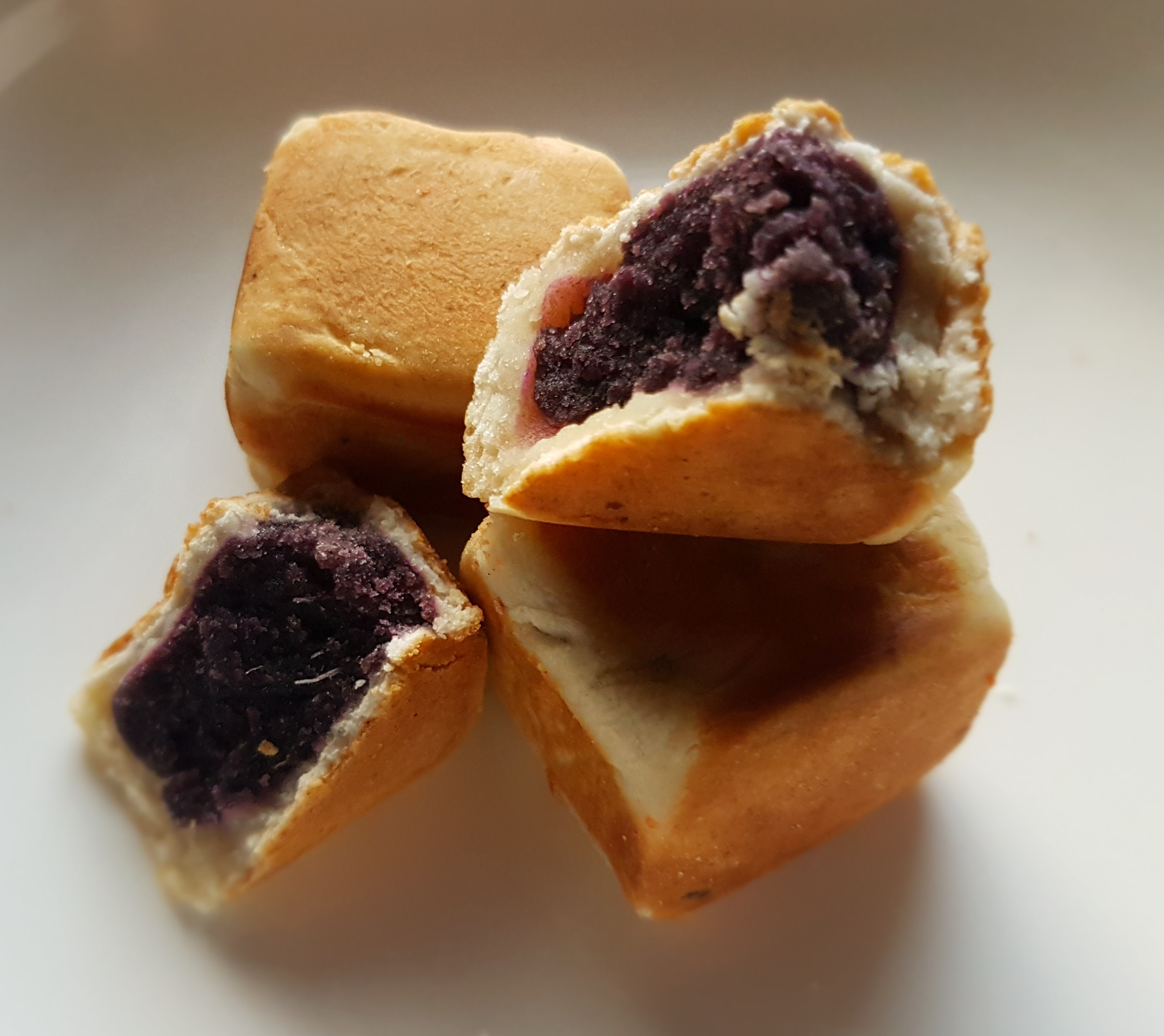
Ube hopia das Filipinas

Ube hopia ou hopyang ube é uma variante filipina de bakpia que usa inhame-roxo (ube), tendo uma cor violeta viva e um sabor adocicado.
Ube hopia foi criado na década de 1980 por Gerry Chua da cadeia de delicatessens sino-filipina Eng Bee Tin, em Manila, famosa por sua fusão de tradições culinárias da China e das Filipinas.

### Feijão azuki
Os bakpia de feijão azuki são pequenos, arredondados e com massa de bolo, semelhantes na aparência aos bolos lunares servidos durante o Festival da Lua. Eles também podem ser enformados como cubos e cozidos em uma grelha, um lado por vez, em vez de serem assados em um forno. Por suas similaridades em recheio, textura e estilo ao doce japonês kuri manjū, ele ganhou o apelido hopyang Hapón (Filipino para "hopia do Japão").